# سلتة

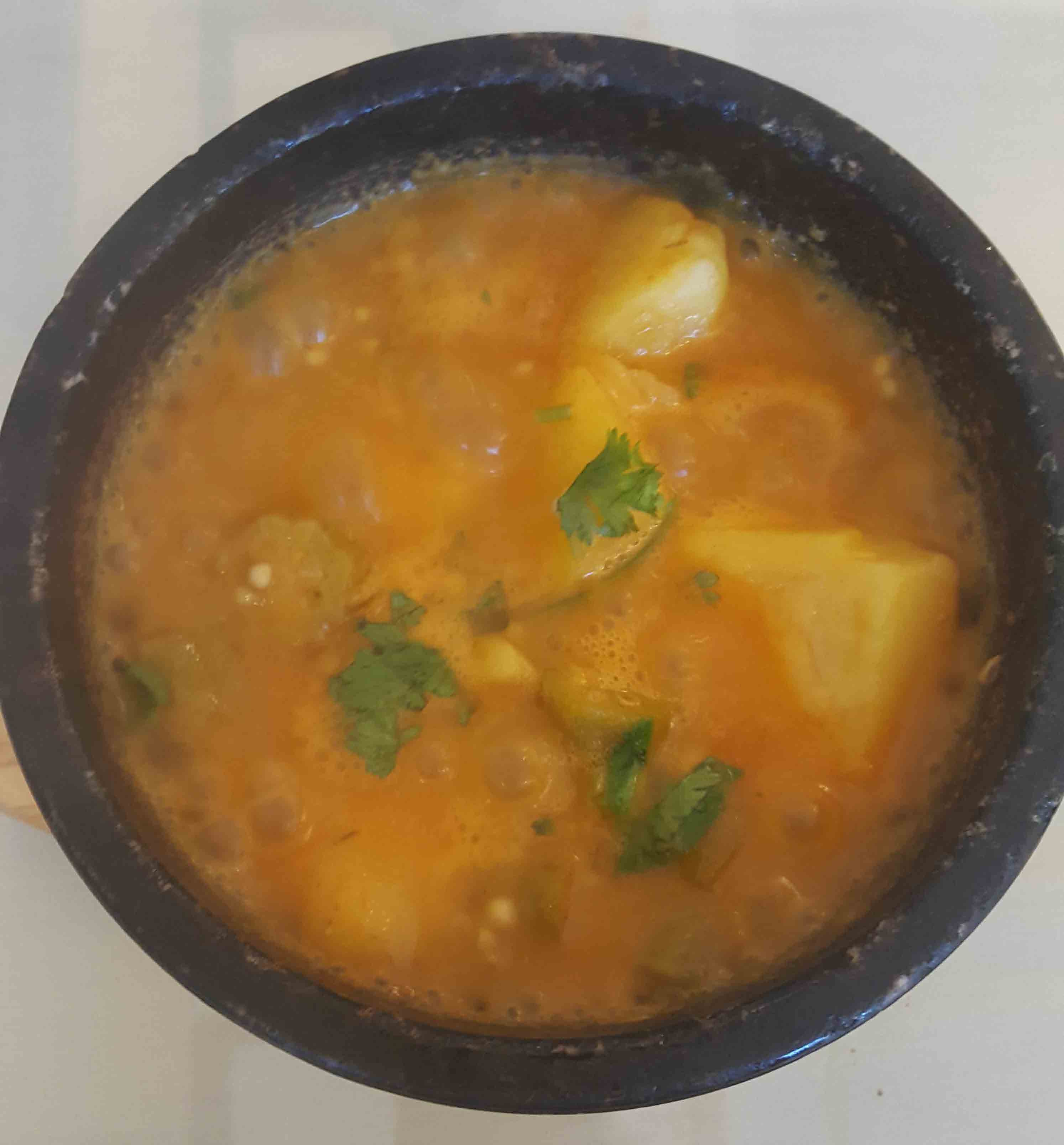
السلته في أمريكا

السلتة هي أكلة يمنية شعبية تتكون من الحلبة والمرق كأشياء أساسية. ويضاف لها أحياناً لحم مفروم أو طبيخ
وتقدم غالبا على وجبة الغداء، وتؤكل السلتة مع الملوج بشكل رئيسي والملوج عباره عن خبز يخبز بتنور.
وتوجد مطاعم متخصصة بهذه الوجبة وهي من أكثر المطاعم ارتيادا في اليمن، وهي أكله مشهورة في الشمال أكثر من الجنوب.
ويضاف إليها في بعض الأحيان اللحم البقري أو اللحم المفروم أو اللحم الغنمي أو التونة أو البيض وبعض الخضروات مثل الطماطم والفلفل الأخضر والفلفل الحار والباميه وبعض التوابل وتحضر في طبق يسمى مقلا أو مقلى، ويصنع المقلا من حجر الحرض والمميز في المقلا أنها تبقي الطعام ساخن حتى نهاية أكله.
واسم السلته ماخوذة من الكلمة العربية سلت أي قطع وخظب (خفق) لأنها تتكون من عدة مكونات تم تقطيعها وطحنها وخلطها وسلتها حتى تجانسا ويكون لها طعم رائع مميز.

## طريقة تحضير السلتة
هي من المأكولات اليمنية المشهورة وتتكون من اللحم الذي يطبخ مع البصل والطماطم والفلفل الأخضر الحار ويضاف عليه الحلبة والكراث.

المقادير
- 250 غرام من اللحم.
- 1 حبة بصل.
- كوب من صلصة الطماطم.
- 1 حبة الفلفل الأخضر الحار.
- 3 أعواد من الكراث.
- 3 أكواب من الماء.
- 3 ملاعق كبيرة من الحلبة
- 2 ملعقة كبيرة زيت نباتي.

العمل
- يفرم البصل والفلفل الأخضر الحار ويعصر الكراث
- يحمر اللحم على النار في قليل من الزيت حتى ينضج اللحم
- يحمر البصل حتى يصبح ذهبياً ثم تضاف صلصة الطماطم والفلفل الأخضر الحار ويحرك حتى تتكثف الصلصة ثم يضاف اللحم
- يخلط الماء والحلبة ثم يترك مدة ساعتين ثم تصفى الحلبة
- تخلط الحلبة في  الخلاط الكهربائي ثم يضاف الكراث
- يوضع اللحم إناء المقلى ثم تضاف الحلبة ويقدم مع الخبز
- إناء المقلاء عبارة عن إناء حجري أسود يحتفظ بالحرارة - ويوجد أيضا إناء آخر ويسمى (المدرة) وتصنع المدرة من الفخار.